# Winooski
Winooski är en stad (city) i Chittenden County i delstaten Vermont i USA. Vid folkräkningen år 2000 bodde 6 561 personer på orten. Den har enligt United States Census Bureau en area på totalt 3,9 km² varav 0,2 km² är vatten. 